# Rhene habahumpa
Rhene habahumpa är en spindelart som beskrevs av Barrion, Litsinger 1995. Rhene habahumpa ingår i släktet Rhene och familjen hoppspindlar. Inga underarter finns listade i Catalogue of Life.